# Розовая Гронки
«Ро́зовая Гро́нки» (или «Ро́за Гро́нки», ошибочно — «Ро́зовая Гро́нчи»; итал. Gronchi rosa) — филателистическое название почтовой марки Италии, выпущенной в апреле 1961 года к государственному визиту президента этой страны Джованни Гронки в Латинскую Америку.

## Описание
Номинал — 205 лир. Художник марки — Роберто Мура (итал. Roberto Mura). Марка розово-сиреневого цвета на обычной бумаге, сюжет: президентский самолёт над географической картой Атлантики, перелетающий из Европы в Южную Америку, очертания границ Перу не соответствуют реальным.

## История

Розовая Гронки и исправленный вариант марки(Sc #834 и 834а)

По случаю официального визита президента Италии Джованни Гронки в Уругвай, Аргентину и Перу 4 апреля 1961 года была выпущена серия из трёх марок, изображающая президентский самолёт над Атлантикой, перелетающий из Италии в соответствующую страну (170 лир — Аргентину, 185 лир — Уругвай и 205 лир — Перу). Марки были в тот же день представлены послам этих стран в Риме. Посол Перу, однако, выразил в ответ официальный протест. Оказалось, что ряд перуанских территорий в Амазонии художник ошибочно отдал соседней Бразилии, что заметно сократило видимую на марке территорию Перу.
Италия возлагала большие надежды на президентский визит, рассчитывая подписать в Южной Америке большое количество важных экономических соглашений и деловых контрактов, поэтому бракованный тираж был немедленно отозван, художник марки Роберто Мура за одну ночь изменил рисунок, марка была допечатана в исправленном виде (в серо-чёрной гамме вместо первоначальной розово-сиреневой) и уже через два дня (6 апреля, в день отлёта Гронки) поступила в продажу. Ныне каталожная цена «Розовой Гронки» составляет в среднем около 1500 долларов, в то время как исправленный допечатанный вариант идёт по девять.